# ميخائيل زاكس
ميخائيل زاكس (بالألمانية: Michael Sachs)‏ هو حاخام ألماني، ولد في 13 سبتمبر 1808 في غلوغو في بولندا، وتوفي في 31 يناير 1864 في برلين في ألمانيا.